# Vlag van Dalen

Vlag van Dalen
(tot 1998)

Dorpsvlag van Dalen

De vlag van Dalen werd op 28 augustus 1973 bij raadsbesluit vastgesteld als de gemeentelijke vlag van de Drentse gemeente Dalen. De vlag kan als volgt worden beschreven:
Zeven banen van geel, blauw, geel, zwart, geel, blauw, geel, waarvan de hoogten zich verhouden als 5:1:1:1:1:1:5 met op 1/4 van de lengte van de vlag een rode heraldische adelaar waarvan de hoogte 3/4 van de vlag is.
De kleuren van de vlag zijn ontleend aan het gemeentewapen, met uitzondering van het blauw, dat refereert aan het Loodiep en het Drostendiep, waartussen Dalen ligt. De adelaar is eveneens ontleend aan het wapen.
In 1998 ging Dalen op in de gemeente Coevorden. Hierdoor kwam de gemeentevlag te vervallen. De vlag is naderhand voorzien van een volstrekt overbodige tekst "DALEN" en is zo als dorpsvlag gebruikt.

## Verwant symbolen

Wapen van Dalen

Anloo 
· Beilen 
· Borger 
· Dalen 
· Diever 
· Dwingeloo 
· Eelde 
· Gasselte 
· Gieten 
· Havelte 
· Nijeveen 
· Norg 
· Odoorn 
· Oosterhesselen 
· Peize 
· Roden 
· Rolde 
· Ruinen 
· Ruinerwold 
· Schoonebeek 
· Sleen 
· Smilde 
· Vledder 
· Vries 
· Westerbork 
· de Wijk 
· Zuidlaren 
· Zuidwolde 
· Zweeloo
Anloo
· Annen
· Annerveenschekanaal
· Dalen
· De Groeve
· Een
· Eext
· Eexterveen
· Eexterveenschekanaal
· Elim
· Gasselternijveen
· Gasteren
· Gieten
· Gieterveen
· Grolloo
· Hollandscheveld
· Nieuw-Weerdinge
· Noordscheschut
· Schoonoord
· Tiendeveen
· Uffelte
· Wapse
· Witteveen
· Yde-De Punt
· Zorgvlied